# Ivan Riley
Ivan Riley (Estados Unidos, 31 de diciembre de 1900-28 de octubre de 1943) fue un atleta estadounidense, especialista en la prueba de 400 m vallas en la que llegó a ser medallista de bronce olímpico en 1924.

## Carrera deportiva
En los JJ. OO. de París 1924 ganó la medalla de bronce en los 400 m vallas, con un tiempo de 54.2 segundos, llegando a meta tras su paisano estadounidense Frederick Morgan Taylor (oro con 52.6 segundos) y finlandés Erik Wilén (plata con 53.8 segundos).